# Schweizerisches Institut für Betriebsökonomie
Das Schweizerisches Institut für Betriebsökonomie SIB ist eine Fort- und Ausbildungsstätte in Zürich. Es führt Weiterbildungs- und Qualifizierungsprogramme für Fach- und Führungskräfte vom unteren bis mittleren Kader durch. Als Höhere Fachschule für Wirtschaft bietet das Institut eidgenössisch anerkannte Bildungsgänge an.

## Geschichte
Das Institut entstammt den Ende 1950 durchgeführten "Kursen für kaufmännischen Führungsnachwuchs" und wurde im Jahr 1963 durch den Kaufmännischen Verband Schweiz als "Schweizerisches Institut für höhere kaufmännische Bildung" mit Albert Märki und Victor Bataillard als Gründungsdirektoren gegründet.
Unter Victor Bataillard führte das SIB im Jahr 1968 die Höhere Wirtschafts- und Verwaltungsschule (HWV) in Zürich ein. 1969 veröffentlichte Bataillard gemeinsam mit Werner Fuchs das SIB-Führungsmodell. Das Modell vereint Management by Delegation (Harzburger Modell) und Management by Objectives (Peter F. Drucker).
Nach Ausbildungsstätten in Zürich-Altstetten und Stettbach erfolgte im Jahr 2003 der Umzug des Instituts in das neue Schulungszentrum Sihlhof Zürich. Der Sihlhof befindet sich im Raum der Europaallee sowie dem Hauptbahnhof Zürich und dient des Weiteren als Teil-Campus zweier Zürcher Fachhochschulen (ZFH), der Hochschule für Wirtschaft Zürich (HWZ) und der Pädagogischen Hochschule Zürich (PHZH). 2008 gründete das SIB die erste Höhere Fachschule für Marketing (HFMK) und lancierte im Jahr 2013 gemeinsam mit der Hochschule für Wirtschaft Zürich (HWZ) das "House of Marketing and Communication".
Im Jahr 2015 wurde bekannt, dass Peter Petrin, seit zehn Jahren Schulleiter des Instituts, zurücktreten und per Januar 2017 als zukünftiger Rektor die Hochschule für Wirtschaft Zürich (HWZ) übernehmen würde. Zum Nachfolger für das Institut wurde Michel Vinzens gewählt, welcher zuvor bereits fünf Jahre als Leiter der Diplomstudien am SIB tätig war.
Die Schule ist Mitglied der Höheren Fachschulen Wirtschaft sowie der International Group of Controlling und ist EduQua zertifiziert.

## Studiengänge und Kurse

### Diplome
- Dipl. Betriebswirtschafter HF
- Dipl. Marketingmanager HF

### Nachdiplome
- Dipl. Betriebsökonom NDS HF
- Dipl. Controller NDS HF
- Dipl. Leiter für Finanzen und Services NDS HF
- Dipl. Steuerberater NDS HF
- Dipl. Personalleiter NDS HF
- Dipl. Business Engineer NDS HF
- Dipl. Qualitätsmanager NDS HF
- Dipl. Schulverwaltungsleiter SIB/VPZS
- Dipl. Abteilungsleiter Gesundheitswesen NDS HF
- Dipl. Finanzplanungsexperte NDS HF

Den Studierenden des SIB steht es nach Abschluss ihres HFW-Diploms frei, im Rahmen einer Passerelle sowie der Teilnahme am letzten Studienjahr eines Bachelorprogrammes, einen Bachelor of Science (B.Sc.) an einer Fachhochschule (FH) zu erwerben.

### Vorkurse
- Vorkurs Rechnungswesen
- Vorkurs mathematische Grundlagen

### Zertifikatskurse
- Cert. Employer Branding Expert SIB
- Cert. Innovation Manager SIB
- Leadership-Zertifikat SIB
- Academy of Excellence IST/SIB